# B.C. Koekkoek-Haus

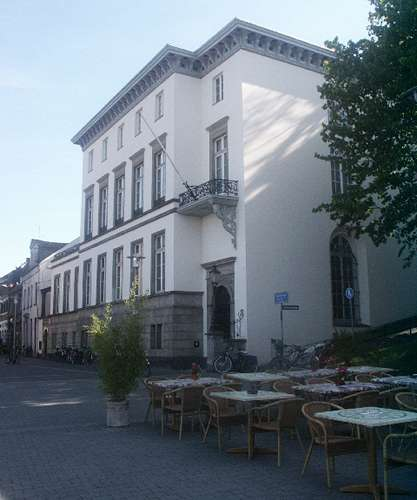
Haus Koekkoek, Kleve

Das Museum B.C. Koekkoek-Haus ist das ehemalige Wohnhaus des niederländischen Malers Barend Cornelis Koekkoek und seiner Familie. Das unter Denkmalschutz stehende Gebäude in Kleve am Koekkoekplatz 1, ehemals Kavarinerstraße 33, wird seit 1960 als Museum genutzt. Unter dem Namen Städtisches Museum Haus Koekkoek diente es bis 1997 als Museum der Stadt Kleve.
Seit 1997, als das Museum Kurhaus Kleve das städtische Museum wurde, wird es als Stiftung B.C. Koekkoek-Haus sowie als Spezialmuseum für die niederländische romantische Malerei rund um B.C. Koekkoek und seinen Kreis fortgeführt. Finanziell getragen wird es von der Stiftung B.C. Koekkoek-Haus, einer Initiative des Freundeskreises Museum Kurhaus und Koekkoek-Haus Kleve, der NRW-Stiftung und der Stadt Kleve.

## Gebäude, Grundstück und Nutzung

### Belvedere

B.C. Koekkoek, Lithografie nach Charles Baugniet, 1839

Barend Cornelis Koekkoek (* 1803 in Middelburg; † 1862 in Kleve) war der bekannteste Landschaftsmaler der Niederlande im 19. Jahrhundert vor Vincent van Gogh. 1833 vermählt er sich mit Elise Therèse Daiwaille (* 1814 in Amsterdam; † 1881 in Koblenz), der Tochter seines Lehrers an der Königlichen Akademie der Bildenden Künste in Amsterdam, Jean Augustin Daiwaille. 1834 ließ sich das junge Ehepaar in Kleve nieder. Zunächst wohnten sie mehrmals zur Miete, dann für einige Jahre in der Klever Oberstadt. 1838 bezog Koekkoek mit seiner Frau und seinen drei Töchtern ein Haus in der Nähe des Brücktors am Kermisdahl.
1842 erwarb Koekkoek von Lobry ein Grundstück samt Haus vor dem im Jahre 1820 geschleiften Kavarinertor, dem gegenüber die Parzelle des Gartens des im Jahre 1802 säkularisierten Minoritenklosters lag und zur Stadt hin damals noch durch die Reste der alten Stadtmauer begrenzt war. Der Maler ließ 1844 auf dem am höchsten gelegenen Teil dieses Grundstücks einen dreigeschossigen Turm errichten, in dem er sein Atelier unterbrachte und es Belvedere nannte. Von dessen Plattform aus lässt sich ein eindrucksvolles Panorama über die Rheinebene, von Wesel bis nach Arnhem und über den Tiergartenwald, einsehen. In der obersten Etage des Belvedere, mit seinen „zwei übereinander gelegenen großen nach Osten, Norden und Westen geöffneten Räumen, die über einen seitlich angelegten Treppenturm erreichbar waren“, erhielt Koekkoek durch die nach Norden hin ausgerichteten Werkstatträume das von Künstlern und Malern seit dem 17. Jahrhundert beliebte neutrale Nordlicht. In der untersten Etage befand sich die Farbkammer, in der Knechte die Farbe anrühren mussten – da Koekkoek für seine Gemälde noch nicht die Tubenfarbe benutzte. Auf dem Turm des Atelierhauses ließ er die Figur einer Minerva des Bildhauers Ignatius Stracké aufstellen.

### Palais Koekkoek

B.C. Koekkoek: Souvenir de Clèves (Detail), 1847; Palais Koekkoek, im Hintergrund die Schwanenburg

Zum Jahreswechsel 1846/47 ließ Koekkoek unter Anleitung des Klever Architekten Anton Weinhagen das Haus Lobry abreißen, um 1847 an der untersten Stelle seines Grundstücks ein herrschaftliches Gebäude auf hohem Sockel in zeittypischem klassizistischen Stil zu errichten, „das in Kleve Palais Koekkoek genannt wurde.“ Das 1848 fertiggestellte Gebäude verfügt zur Straßenfront hin über vier Geschosse und fünf Fensterachsen. Bedingt durch die Lage am Hang ist die zur Gartenfront gelegene rückseitige Front auf drei Geschosse reduziert und vermittelt den Charakter eines Landhauses.
Zur Straße hin besitzt das Palais ein klassizistisches Eingangsportal, hinter dem sich ein eindrucksvoller Stiegenaufgang mit tonnenförmiger Kassettendecke befindet, sowie einen Dienstboteneingang. Über diesen erreichte man ebenerdig eine große Küche. Auf der Beletage im Stockwerk darüber wurden im „Goldenen Salon“ – der seinen Namen von der Goldstukkatur auf der Decke erhalten hatte – hochrangige Gäste empfangen. Auf diesem Repräsentationsstockwerk, das mit reichem Intarsienparkett ausgelegt war, waren zudem ein Gartensalon sowie ein gefliester Speisesaal untergebracht. In der darüber liegenden Etage befand sich der Wohnsalon der Familie Koekkoek, ihre Schlafgemächer sowie ein Gästezimmer. In der obersten Etage schliefen Mägde und Knechte sowie bis einschließlich 1849 der Schwager Koekkoeks, Alexander Joseph Daiwaille.
Während seiner Zeit im Palais Koekkoek schuf Barend Cornelis Koekkoek seine berühmtesten Werke, unter anderem die großen acht luxemburgischen Landschaften, die er im Auftrag König Willems II., der ihn im Zuge des Auftrags eigens in Kleve besuchte, angefertigt hatte. Zum Zeichen seines Ruhmes ließ sich Koekkoek vermutlich ab der Mitte der 1840er Jahre eine fast drei Meter hohe Statue aus Holz auf das Dach seines Atelierturms stellen, die Pallas Athene, die Göttin der Weisheit und der schönen Künste, darstellte. Die von Ignatius Stracké geschaffene Figur brach, nachdem sie witterungsbedingt morsch geworden war, in den 1930er Jahren in sich zusammen. Stracké war ein Schüler von Christian Daniel Rauch und in Rees tätig. Die Pallas Athene konnte erst 2012 durch eine Initiative des Freundeskreises Museum Kurhaus und Koekkoek-Haus Kleve e. V. unter der Mithilfe der NRW-Stiftung, des LVR und anderen rekonstruiert und wiederaufgestellt werden.

### Bewohner nach Koekkoeks Tod
Nach dem Tod Barend Cornelis Koekkoeks im Jahr 1862 wurde die Mehrzahl der Möbel noch im selben Jahr in Amsterdam versteigert. Weitere sieben Jahre später, im Jahre 1869, verkaufte die Witwe des Künstlers das Gebäude an die niederländische Familie Doornik, die in Niederländisch-Indien reich geworden war und sich in Kleve zur Ruhe setzte. 1886 erwarb der Klever Bauunternehmer Franz Kleindorp das Grundstück, der den höher gelegenen Obst- und Gemüsegarten mit dem Atelierturm an den Kirchenmaler Heinrich Lamers verkaufte.
Nachdem das B.C. Koekkoek-Haus für einige Jahre an die Witwe des Gocher Notars Wilhelm van Aerßen und später an den Landgerichtsrat Eduard Sarazzin vermietet worden war, erwarb Hans van Ackeren, ein aus Emmerich stammender Arzt, das Gebäude im Jahr 1902. Er ließ das direkt links an das Haus anliegende Zollhäuschen, das Koekkoek nie hatte erwerben können, abreißen und erweiterte das Gebäude an dieser Stelle um einen dreiachsigen Trakt mit einem zweiten Eingangsbereich, hinter dem sich die neuen Praxisräumlichkeiten befanden. Äußerlich ließ er den, von dem Klever Architekten Otto van de Sandt 1909 realisierten Anbau an das Ensemble angleichen, im Inneren verlieh er ihm jedoch eine Einrichtung im Jugendstil. Nach dem Tod von Hans van Ackeren im Jahre 1942 bewohnte das Haus sein Sohn Heinrich van Ackeren.

### Künstleratelier
Durch den Erwerb des Kirchenmalers Heinrich Lamers im Jahre 1896 wurde das Belvedere bis 1966 erneut Künstleratelier. Lamers erweiterte die Atelierräume, „indem er die Remise und den Pferdestall […] zum Atelier umbaute und mit einem Oberlicht versah.“ Johanna Lamers, die Witwe von Heinrich Lamers, musste nach dem Tod ihres Mannes die Villa verkaufen und verwandelte den Atelierturm zu einem Wohnhaus, wobei im Stil der Neuen Sachlichkeit zur Nordseite hin ein kleines Vestibül angebaut wurde, von dem sowohl der Atelierturm als auch das neue Atelier erreichbar waren.
Nach dem Tod der Mutter am 30. Dezember 1945 kümmerte sich ihr Sohn Hanns Lamers, der in München und Berlin zum Künstler ausgebildet wurde, um den Turm und bezog diesen mit seiner Frau Ilse Lamers. Lamers gründete 1946 zusammen mit dem Bildhauer Walther Brüx den Niederrheinischen Künstlerbund als „Profil“-Nachfolger. Im ehemaligen Atelier Lamers Vaters gab es bis zu Hanns Lamers Tod im Jahre 1966 eine Vielzahl an Ausstellungen von Mitglieder dieser Kunstszene, wie Joseph Beuys, Waldemar Kuhn und Rudolf Schoofs sowie die Fotografen Fritz Getlinger und Willy Maywald sowie den aus Weeze stammenden späteren Galeristen René Block.
Im Jahr 1966 verfasste Mitgründer Walther Brüx ein Gesamtkatalog des Niederrheinischen Künstlerbundes.
Im Mai 1967 wurde der Atelierturm dann aus dem Nachlass von Hanns Lamers vom Architekten Werner van Ackeren und dessen Frau Tanja erworben. Der im Koekkoek-Haus geborene van Ackeren betreute in der Folgezeit sachkundig die Restaurierung des Turms, wobei unter anderem die vielen Stuckfriese erneuert wurden.

## Museum B.C. Koekkoek-Haus

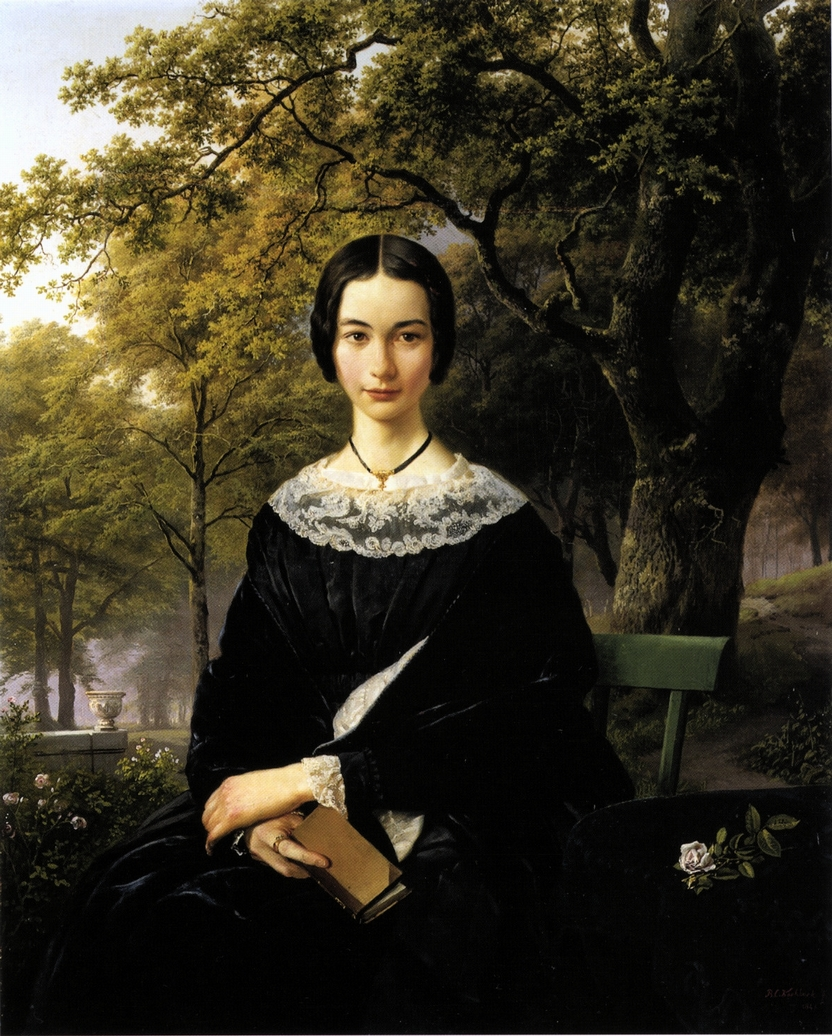
B.C. Koekkoek: Bildnis einer jungen Dame, 1846, Öl auf Leinwand

Da das Gebäude vom Zweiten Weltkrieg weitgehend verschont geblieben ist, wurde es nach 1945 für Zwecke der Verwaltung beschlagnahmt und diente zunächst als Rathaus. Anfang 1956 beschloss der Klever Stadtrat, das Gebäude zu erwerben und nach dem Umzug des Rathauses im Jahre 1957 als Museum einzurichten. Nach einer mehrjährigen provisorischen Instandsetzung unter Mithilfe der Denkmalpflege wurde das Städtische Museum Haus Koekkoek am 10. Mai 1960 durch den ersten Museumsleiter Friedrich Gorissen eröffnet. Gorissen war bis zum 1. Januar 1976 Museumsleiter. Ihm folgte Guido de Werd, der später künstlerischer Leiter war. Nach Gorissens Vorgabe sollte die Kunst Koekkoeks der Mittelpunkt des Museums sein.
1961 fand im Städtischen Museum Haus Koekkoek eine der ersten Museumsausstellungen von Joseph Beuys statt. Das Museum machte sich aber auch durch große internationale Ausstellungen einen Namen, so unter anderem 1979 mit den Ausstellungen Soweit der Erdkreis reicht. Johann Moritz von Nassau-Siegen und 1984 mit Land im Mittelpunkt der Mächte. Die Herzogtümer Jülich-Kleve-Berg. 2011 war dort die große Wanderausstellung Ein romantischer Blick. Die Sammlung Rademakers zu sehen, die des Weiteren in der Eremitage in St. Petersburg, im Gemeentemuseum Den Haag und im Museum M in Löwen präsentiert wurde. Dauerhaft sind im B.C. Koekkoek-Haus die Werke aus der Sammlung des Museums ausgestellt: romantische Gemälde von Barend Cornelis Koekkoek, den Mitgliedern seiner großen Malerfamilie sowie seinen Schülern und Zeitgenossen. Durch das imposante Gebäude und teilweise noch originales Mobiliar vermittelt das Museum ein umfassendes Bild der damaligen Zeit.
Der zwischen dem Wohnpalais und dem Atelierturm liegende Garten wurde 1990 durch das Wuppertaler Garten- und Landschaftsarchitekten-Ehepaar Gustav und Rose Wörner denkmalpflegerisch wiederhergestellt. Seit der Rückführung in seinen ursprünglichen Zustand eines Künstlerhauses im Jahr 1997 dient das Koekkoek-Haus als Museum, in dem Gemälde, Zeichnungen und Graphiken des niederländischen Landschaftsmalers und der durch ihn begründeten Klever Malerschule sowie seiner Familie ausgestellt werden.

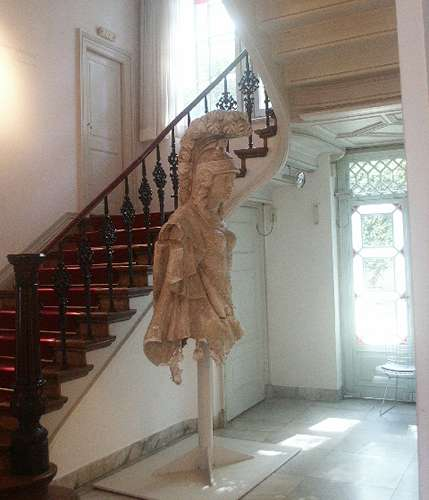
Stiegenaufgang
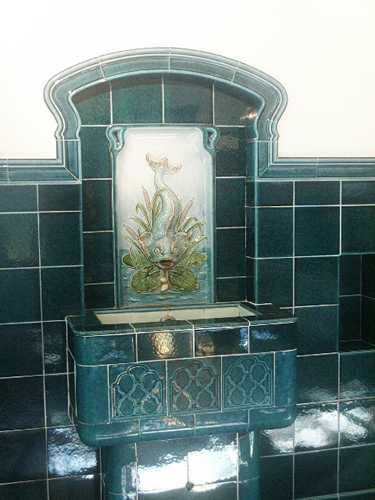
Innenansicht
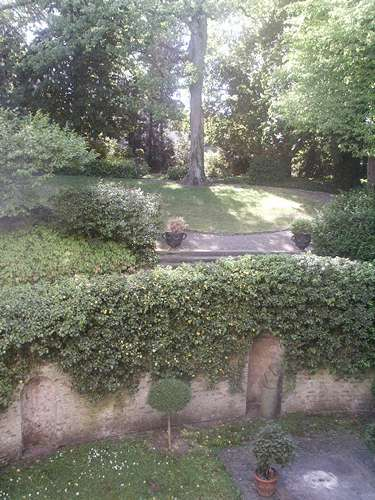
Garten
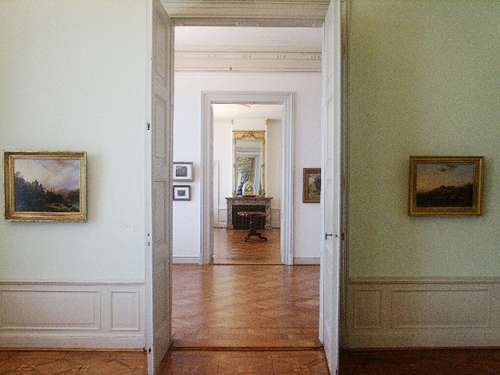
Innenansicht
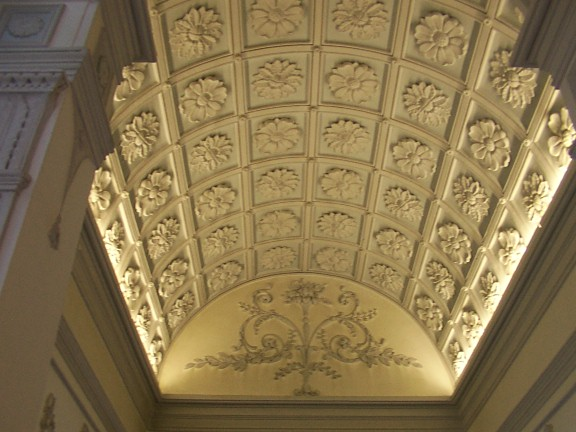
Kassettendecke

## Ausstellungen (Auswahl)
- 1961: Joseph Beuys: Zeichnungen, Aquarelle, Ölbilder, plastische Bilder aus der Sammlung van der Grinten
- 2003: Jan de Beijer
- 2004: Europäische Gartenkunst in historischen Ansichten 1600–1900
- 2007/08: Willy Maywald: Glanz und Eleganz
- 2008: B.C. Koekkoek: Zeichnungen
- 2009: Walther Brüx: 1917–2006
- 2011/12: A Romantic View: Ein romantischer Blick. Die Sammlung Rademakers
- 2012/13: Gemalt für den König. B.C. Koekkoek und die Luxemburgische Landschaft
- 2013: Balnea. Architekturgeschichte des Bades